# Mariah Carey (album)
Mariah Carey je debutové album stejnojmenné zpěvačky, které vyšlo v roce 1990. Ačkoli prodej desky byl zpočátku malý vyšvihla tahle deska Mariah ve Spojených státech mezi hudební hvězdy.
V albové hitparádě byla deska na první místě celých jedenáct týdnů a prodej se vyšplhal celosvětově k 17 milionům.
Na desce se objevily i veleúspěšné singly jako Vision of Love, Someday nebo Love Takes Time.

## Seznam písní
| Číslo | Název                   | Délka |
| ----- | ----------------------- | ----- |
| 1.    | Vision of Love          | 3:30  |
| 2.    | There's Got to Be a Way | 4:53  |
| 3.    | I Don't Wanna Cry       | 4:48  |
| 4.    | Someday                 | 4:08  |
| 5.    | Vanishing               | 4:12  |
| 6..   | It's All in Your Mind   | 4:45  |
| 7.    | Alone in Love           | 4:12  |
| 8.    | You Need Me             | 3:51  |
| 9.    | Sent from up Above      | 4:04  |
| 10.   | Prisoner                | 4:24  |
| 11.   | Love Takes Time         | 3:49  |

## Umístění ve světě
| Hitparáda      | Umístění     |
| -------------- | ------------ |
| Austrálie      | 6            |
| Kanada         | 1 (1 týden)  |
| Nový Zéland    | 4            |
| Německo        | 24           |
| Maďarsko       | 35           |
| Itálie         | 24           |
| Japonsko       | 13           |
| Nizozemsko     | 5            |
| Švédsko        | 8            |
| Velká Británie | 6            |
| USA            | 1 (11 týdnů) |

| Prodejnost | Počet      |
| ---------- | ---------- |
| Celkem     | 15,000,000 |

## Nominace a ocenění
V roce 1991 získala Mariah díky této desce pět nominací na prestižní cenu Grammy Awards.
| Rok  | Ocenění       | Kategorie                              | Výsledek  |
| ---- | ------------- | -------------------------------------- | --------- |
| 1991 | Grammy Awards | Nejlepší album                         | nominace  |
| 1991 | Grammy Awards | Píseň roku (Vision of Love)            | nominace  |
| 1991 | Grammy Awards | Nahrávka roku                          | nominace  |
| 1991 | Grammy Awards | Nejlepší ženská píseň (Vision of Love) | vítězství |
| 1991 | Grammy Awards | Nejlepší nový umělec                   | vítězství |